# Vito Pallavicini
Vito Pallavicini (Vigevano, 22 aprile 1924 – Vigevano, 16 agosto 2007) è stato un paroliere italiano.

## Biografia
È nato a Vigevano, in provincia di Pavia, il 22 aprile 1924. Dopo essersi laureato in Ingegneria chimica, nel 1946 inizia a collaborare al giornale L'informatore vigevanese, un settimanale di cronaca locale fondato nel 1945 da Carlo Natale che per vent'anni venderà diecimila copie a settimana (in una città che all'epoca si aggirava tra i 45 e i 55 000 abitanti), dedicandosi al giornalismo e occupandosi inizialmente di sport e poi anche di cronaca e costume.
Il 22 aprile del 1959 sta festeggiando il compleanno con alcuni amici, quando uno di essi, il maestro Pino Massara, gli dice che una casa discografica è alla ricerca di un paroliere: sebbene fino a quel momento non abbia mai scritto una canzone, in tre minuti è pronto un testo, che Massara mette in musica e che viene lanciato da Nicola Arigliano: è Amorevole, che diventa uno dei successi dell'anno.
Nello stesso anno scrive il testo per un altro grande successo, Ghiaccio bollente di Tony Dallara. È l'inizio di una carriera piena di successi: ben presto, oltre che per Massara, scrive per altri noti musicisti, come Carlo Alberto Rossi, con cui scrive Le mille bolle blu che viene presentata al Festival di Sanremo 1961 da Mina e Jenny Luna, e Stanotte al luna park per Milva, anche questa partecipante a Sanremo.
Al festival torna molte altre volte: nel 1964 con Come potrei dimenticarti cantata da Tony Dallara, nel 1965 con Io che non vivo (senza te), grande successo di Pino Donaggio (ripreso poi da Elvis Presley e incisa col titolo You Don't Have to Say You Love Me), nel 1970 con “ ciao anni verdi” composta da Nando de Luca , cantata da Rosanna Fratello e in molte altre edizioni, divenendo, con più di cinquanta canzoni suddivise per ventuno edizioni, l'autore con più partecipazioni a Sanremo. Inoltre in due edizioni, quella del 1965 e quella del 1966, ha partecipato con ben sette brani, stabilendo un ulteriore record.
Negli anni '60 si dedica anche alla traduzione in italiano di successi stranieri, come The House of the Rising Sun, che traduce con Mogol in La casa del sole, per i Los Marcellos Ferial, o Downtown che la sua interprete originale Petula Clark incide con il titolo Ciao Ciao, o ancora Tous les garçons et les filles che diventa Quelli della mia età, sempre cantata dalla francese Françoise Hardy. È alla fine degli anni sessanta che, su musiche di Paolo Conte e arrangiamento di Nando de Luca ,scrive i pezzi più maturi ed importanti della sua carriera, successi come Azzurro, Insieme a te non ci sto più e Deborah.
Tra le tante collaborazioni, Pallavicini, insieme a Enrico Intra, Paolo Conte e Mansueto Deponti, scrive nel 1967, per Giusy Romeo (meglio conosciuta successivamente come Giuni Russo), il brano jazz francese No amore, con cui in coppia con Sacha Distel, parteciperà al Festival di Sanremo 1968, ma non classificandosi in finale.
Sempre con Enrico Intra ed anche Pino Massara, scrive sulla fine del 1967, ancora per Giusy Romeo, il brano Amerai. Sempre per Giusy Romeo, scrive insieme ad Enrico Intra ed Al Bano, nel 1968, la canzone estiva L'onda, con cui Giusy parteciperà al Festivalbar, al Cantagiro e ad Un disco per l'estate.
Ha collaborato con vari grandi artisti italiani: oltre a quelli citati, si possono ricordare Toto Cutugno, Iva Zanicchi, Patty Pravo, Nicola Di Bari, Fred Bongusto, Betty Curtis, Edoardo Vianello, Carmen Villani.
Anche se ha firmato la maggior parte dei brani da lui scritti con il proprio nome, ha utilizzato anche gli pseudonimi Spiker e Calimero.
È scomparso nel 2007 all'età di 83 anni.

## Canzoni scritte da Vito Pallavicini
- 1959 - Amorevole per Nicola Arigliano (musica di Vittorio Buffoli e Pino Massara)
- 1959 - Ghiaccio bollente per Tony Dallara (musica di Pino Massara)
- 1959 - Il cuore a San Francisco (I Left My Heart in San Francisco) (in collaborazione con Biri; musica di George Cory)
- 1960 - Por dos besos per Carla Boni (musica di Pino Massara)
- 1960 - Così no per Adriano Celentano (musica di Filippo Nicoli e Mario Migliardi)
- 1961 - Le mille bolle blu per Mina e Jenny Luna (musica di Carlo Alberto Rossi)
- 1961 - Concerto di Pierrots per I 4 Caravels (musica di Carlo Alberto Rossi)
- 1961 - Con un cenno capirai per I 4 Caravels (musica di Carlo Alberto Rossi)
- 1961 - A.A.A. adorabile cercasi per Bruno Martino e Jula de Palma (musica di Bruno Martino e Brighetti)
- 1962 - Stanotte al luna park per Milva e Miriam Del Mare (in collaborazione con Biri; musica di Carlo Alberto Rossi)
- 1963 - Quattro chitarre per Daniela (musica di Gorni Kramer)
- 1963 - Valentino vale per Mina (musica di Vittorio Buffoli)
- 1963 - Non andare col tamburo per Remo Germani (musica di Ezio Leoni)
- 1964 - Come potrei dimenticarti per Tony Dallara e Ben E. King (musica di Ezio Leoni)
- 1964 - La prima che incontro per Fabrizio Ferretti e Gil Fields e i Fraternity Brothers (musica di Gorni Kramer)
- 1964 - Stasera no no no per Remo Germani e Nino Tempo e April Stevens (musica di Ronconati)
- 1964 - Amore scusami per John Foster (musica di Gino Mescoli)
- 1964 - Tu piangi per niente per Lilly Bonato e Richard Moser jr. (musica di Piero Soffici)
- 1964 - Sei il solo per Eugenia Foligatti (musica di Roy Orbison)
- 1965 - Puoi dirlo subito per Monica Sandri (musica di Gino Mescoli)
- 1965 - Io che non vivo (senza te) per Pino Donaggio e Jody Miller (musica di Pino Donaggio)
- 1965 - Amici miei per Nicola Di Bari e Gene Pitney (musica di Giancarlo Colonnello)
- 1965 - Cominciamo ad amarci per John Foster e Joe Damiano (musica di Gino Mescoli)
- 1965 - Invece no per Betty Curtis e Petula Clark (musica di Ezio Leoni)
- 1965 - L'amore ha i tuoi occhi per Bruno Filippini e Yukari Itō (musica di Gorni Kramer)
- 1965 - Come si fa a non volerti bene per Domenico Modugno (in collaborazione con Antonio Amurri; musica di Bruno Canfora)
- 1965 - L'uomo che non sapeva amare per Nico Fidenco (in collaborazione con Mogol; musica di Elmer Bernstein)
- 1965 - Se ti incontrerò per Edoardo Vianello (in collaborazione con Mogol; musica di Edoardo Vianello)
- 1965 - Aspetta domani per Fred Bongusto e Kiki Dee (musica di Fred Bongusto)
- 1965 - Prima o poi per Remo Germani e Audrey (in collaborazione con Antonio Amurri; musica di Alfredo Ferrari)
- 1966 - Parlami di te per Edoardo Vianello (musica di Edoardo Vianello)
- 1966 - Una casa in cima al mondo per Pino Donaggio e Claudio Villa (musica di Pino Donaggio)
- 1966 - Prima c'eri tu per Fred Bongusto (in collaborazione con Mogol e Aldo Locatelli; musica di Fred Bongusto)
- 1966 - Nessuno di voi per Milva e Richard Anthony (musica di Gorni Kramer)
- 1966 - Così come viene per Remo Germani e Les Surfs (musica di Ezio Leoni)
- 1966 - Dipendesse da me per Luciana Turina e Gino (musica di Iller Pattacini)
- 1966 - Lei mi aspetta per Nicola Di Bari e Gene Pitney (musica di Dario Baldan Bembo)
- 1966 - Se questo ballo non finisse mai per John Foster e Paola Bertoni (musica di Gino Mescoli)
- 1966 - Stringimi più forte per Paola Bertoni (musica di Gorni Kramer)
- 1966 - Gocce di mare, gocce di sole per Rita Monico (musica di Tony Hatch)
- 1967 - Nel sole per Al Bano (musica di Albano Carrisi e Pino Massara)
- 1967 - Sopra i tetti azzurri del mio pazzo amore per Domenico Modugno e Gidiuli (musica di Domenico Modugno)
- 1967 - Gi per Fred Bongusto e Anna Germani (in collaborazione con Antonio Amurri; musica di Fred Bongusto)
- 1967 - Io per amore per Pino Donaggio e Carmen Villani (musica di Pino Donaggio)
- 1967 - Non mi capirai per Lalla Leone (musica di Paolo Zavallone)
- 1967 - Una ragazza per Donatella Moretti e Bobby Goldsboro (in collaborazione con Bruno Pallesi; musica di Walter Malgoni)
- 1967 - Grin grin grin per Carmen Villani (in collaborazione con Franco Califano; musica di Paolo Conte)
- 1967 - No amore per Giusy Romeo (musica di Enrico Intra, Mansueto Deponti e Paolo Conte);
- 1967 - Amerai per Giusy Romeo (musica di Enrico Intra e Pino Massara);
- 1968 - L'onda per Giusy Romeo (musica di Mansueto Deponti e Albano);
- 1968 - Insieme a te non ci sto più per Caterina Caselli (musica di Paolo Conte e Michele Virano)
- 1968 - Ascoltatemi per Sonia (musica di Francesco Guccini)
- 1968 - Il dolce volo per Caterina Caselli (musica di Paolo Conte)
- 1968 - Il fuoco brucia per Arthur Conley (musica di Paolo Conte)
- 1968 - Il ragazzo che sorride per Al Bano (musica di Mikis Theodorakis)
- 1968 - Deborah per Fausto Leali e Wilson Pickett (musica di Giorgio Conte e Pino Massara)
- 1968 - La siepe per Al Bano e Bobbie Gentry (musica di Pino Massara)
- 1968 - Le solite cose per Pino Donaggio e Timi Yuro (musica di Pino Donaggio)
- 1968 - No amore per Giusy Romeo e Sacha Distel (musica di Enrico Intra)
- 1968 - Storia al mare per Umberto Bindi (musica di Umberto Bindi e Bruno Martino)
- 1968 - Azzurro per Adriano Celentano (musica di Paolo Conte e Michele Virano)
- 1968 - Come farai per Adriano Celentano (musica di Gino Santercole)
- 1969 - Le belle donne per Robertino e Rocky Roberts (in collaborazione con Giorgio Conte; musica di Michele Virano)
- 1969 - Tripoli 1969 per Patty Pravo (in collaborazione con Miki Del Prete; musica di Paolo Conte e Michele Virano)
- 1969 - La mela per Gitte (musica di Pino Calvi)
- 1969 - Acqua di mare per Romina Power (musica di Albano Carrisi)
- 1969 - Il treno per Rosanna Fratello e Brenton Wood (musica di Elio Isola)
- 1969 - Una striscia di mare per Fred Bongusto (musica di Fred Bongusto)
- 1969 - Non sono Maddalena per Rosanna Fratello (musica di Giorgio Conte e Michele Virano)
- 1970 - L'uomo dal cuore ferito per Georges Moustaki (musica di Mikīs Theodōrakīs e Georges Moustaki)
- 1970 - Occhi a mandorla per Rossano e Dori Ghezzi (musica di Piero Soffici)
- 1970 - Finché le braccia diventino ali per Krel (musica di Walter Malgoni)
- 1970 - Indianapolis per Thim (musica di Paolo Conte)
- 1970 - Il sapone, la pistola, la chitarra e altre meraviglie per l'Equipe 84 (musica di Paolo Conte e Michele Virano)
- 1970 - Dammi fuoco per Nicola Di Bari (musica di Ray Manzarek, John Densmore e Robbie Krieger)
- 1970 - Il mondo cade giù per Krel (musica di Umberto Balsamo)
- 1970 - Messico e nuvole per Enzo Jannacci (musica di Michele Virano e Paolo Conte.)
- 1970 - Guardami, Aiutami, Toccami, Guariscimi per Maurizio Arcieri, cover di See Me, Feel Me dei The Who (musica di Pete Townshend)
- 1971 - Figlio dell'amore per Rosanna Fratello  (musica di Fausto Leali
- 1971 - 13 storia d'oggi per Al Bano e gli Aguaviva (musica di Albano Carrisi)
- 1971 - L'ultimo romantico per Pino Donaggio e Peppino Di Capri (musica di Pino Donaggio)
- 1971 - Santo Antonio Santo Francisco per Piero Focaccia e Mungo Jerry (musica di Paolo Conte)
- 1971 - Non ti bastavo più per Patty Pravo (musica di Shel Shapiro)
- 1972 - Ci sono giorni per Pino Donaggio (musica di Pino Donaggio)
- 1972 - La filanda per Milva (musica di Alberto Janes)
- 1972 - Il generale Giovanni (Zecchino d'Oro)
- 1973 - La bandiera di sole per Fausto Leali (musica di Fausto Leali)
- 1974 - Senza titolo per Gilda Giuliani (musica di Gino Mescoli ed Alfredo Ferrari)
- 1974 - L'amoroso per Orietta Berti (musica di Walter Foini)
- 1975 - La maniera di convincere per Anna Rusticano (musica di Gino Mescoli)
- 1975 - Il telegramma per Piero Cotto (musica di Pino Donaggio)
- 1976 - Volo AZ 504 per gli Albatros (musica di Salvatore Cutugno)
- 1976 - Vento venticello (Zecchino d'Oro)
- 1977 - Gran premio per gli Albatros (in collaborazione con Michele Vasseur; musica di Salvatore Cutugno)
- 1981 - Ma chi te lo fa fare per Marinella (musica di Giampiero Felisatti)
- 1982 - Non arrenderti mai per Piero Cassano (in collaborazione con Luigi Albertelli; musica di Piero Cassano)
- 1984 - Serenata per Toto Cutugno (musica di Toto Cutugno)
- 1986 - Semplicemente così per Dalida (in collaborazione con Jean-Paul Dreau; musica di Bernard Estardy)
- 1987 - Nostalgia canaglia per Al Bano e Romina Power (in collaborazione con Willy Molco; musica di Vito Mercurio, Al Bano e Romina Power)
- 1988 - Cha cha chando per Quartetto Italiano; musica di Davide Daví Lamastra)
- 1989 - Una giornata di sole (in collaborazione con Angela Lamastra; (musica di Davide Daví Lamastra)
- 1989 - Cara terra mia per Al Bano e Romina Power (in collaborazione con Romina Power; musica di Albano Carrisi)
- 1991 - Ripassi domani per Loretta Goggi (in collaborazione con Willy Molco; musica di Giorgio Conte); già interpretata da Amanda Lear nel 1989
- 1994 - Metti la canottiera - 37º Zecchino d'Oro (musica di Pino Massara)
- 1995 - Ok boy (Zecchino d'Oro)
- 1996 - La mucca e i semi di zucca (Zecchino d'Oro)
- 1996 - Tu dove sei per Al Bano (in collaborazione con Al Bano Carrisi; musica di Chopin)
- 1998 - Signor Meteo - 41º Zecchino d'Oro (musica di Toto Cutugno)
- 1999 - Quando il sole se ne va in America - [sigla TV TMC 1999] (in collaborazione con Angela Lamastra; (musica di Davide Daví Lamastra)
- 1999 - Capri Fischer per Al Bano (musica di Richard Winkler)